# Lutjanus buccanella
Lutjanus buccanella és una espècie de peix de la família dels lutjànids i de l'ordre dels perciformes.

## Morfologia
- Els mascles poden assolir 75 cm de longitud total.[2][3]

## Alimentació
Menja principalment peixos.

## Hàbitat
És un peix marí de clima subtropical i associat als esculls de corall que viu entre m de fondària.

## Distribució geogràfica
Es troba des de Carolina del Nord (Estats Units) i Bermuda fins a l'Illa de Trinitat i el nord del Brasil, incloent-hi el Golf de Mèxic. És molt comú al Carib, particularment a les Antilles.

## Ús comercial
Es comercialitza fresc.